# مصاص المرتفعات
مصاص المرتفعات (الاسم العلمي: Hypsugo)، جنس خفافيش من فصيلة خفافيش الليل تُعرف أنواعه باسم pipistrelles (إيطالية) والتي تعني خفاش. توجد بشكل أساسي في جميع أنحاء آسيا والشرق الأوسط ومنقطة البحر الأبيض المتوسط الأوربية وشمال إفريقيا (بما في ذلك جزر الكناري)، مع نوع واحد (محل نقاش) في إفريقيا جنوب الصحراء الكبرى.